# Malbec
La Malbec è una varietà di uva nera per la produzione di vino rosso. È una delle sei varietà di uva consentite nel Vino di Bordeaux.
In Francia, vigneti di Malbec si trovano soprattutto a Cahors, nel sud-ovest del paese, ma ormai il vitigno si può trovare in tutto il mondo,  compresa, in particolare, l'Argentina.

## Etimologia
Una teoria popolare ma non confermata suppone che l'origine del nome derivi da un contadino ungherese che per primo diffuse la varietà in Francia. Il viticultore Pierre Galet nota che tuttavia numerose prove suggeriscono che il nome originale della variante fosse Côt e fosse originario della Borgogna settentrionale.

## Regioni di produzione

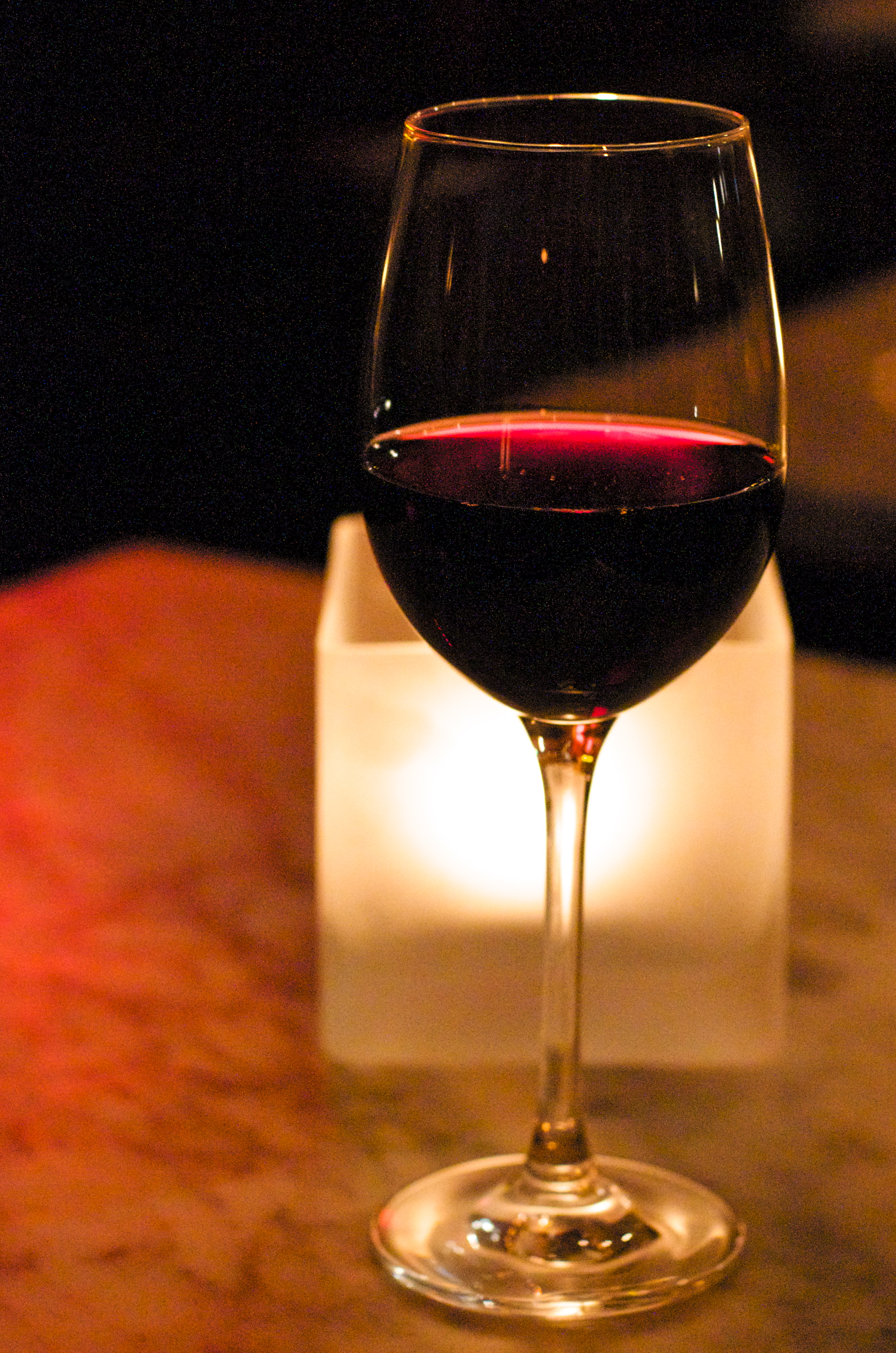
Vino prodotto con uva Malbec

In Francia in passato il Malbec veniva coltivato in 30 diversi dipartimenti della Francia, un'eredità che è ancora presente nell'elenco dei sinonimi locali e che supera facilmente i 1000 nomi. Negli ultimi tempi, tuttavia, la popolarità della varietà è in costante calo; in un censimento del 2000 che riportava 6.100 ettari dedicati al vitigno, distribuiti per lo più a sud-ovest del paese. La sua roccaforte rimane Cahors dove il regolamento Appellation d'origine contrôlée (AOC) prevede che il Malbec debba comporre almeno il 70% della miscela, con Merlot e Tannat che completano la restante percentuale.
Una piccola percentuale è consentita anche nei vini AOC di Bergerac, Buzet, Côtes de Duras, Côtes du Marmandais, Fronton e Pécharmant. É permesso anche in alcuni vini con etichetta Vin délimité de qualité supérieure.
Mentre la superficie del Malbec sta diminuendo in Francia, in Argentina sta assurgendo a "varietà nazionale" tanto da essere identificata col vino argentino. 
Il vitigno fu introdotto alla metà del XIX secolo quando il governatore provinciale Domingo Faustino Sarmiento istruì l'agronomo francese Michel Pouget per portare delle talee dalla Francia.
I grappoli d'uva del Malbec argentino sono diversi dai suoi parenti francesi, con acini più piccoli in grappoli più stretti e più piccoli, ciò suggerisce che le talee portate da Pouget e dai successivi immigrati francesi fossero un clone unico che potrebbe essersi estinto in Francia a causa del gelo e dell'epidemia di fillossera.
Il vino Malbec argentino è caratterizzato dal colore intenso e dai sapori fruttati intensi con una consistenza vellutata. Mentre mancano della struttura tannica dei Malbec francesi, essendo più morbidi nella consistenza, i Malbec argentini hanno mostrato un potenziale di invecchiamento simile alle loro controparti francesi .
Il successo del Malbec ha portato alcuni produttori a coltivarlo in Cile nella Regione vitivinicola della Valle Centrale, Il malbec cileno tende ad essere più tannico della sua controparte francese (nei vini in stile Bordeaux).
Il vigneto è stato introdotto anche in Australia nel XIX secolo ma viene usato come vino da tavola. Dal 2000, ci sono oltre 500 ettari di questa varietà nelle regioni vitivinicole di Clare Valley e Langhorne Creek.
Altre regioni in cui è stato piantato sono il Nord Italia, la Nuova Zelanda, il Brasile, il Sud Africa, in Ontario e Columbia Britannica in Canada, Perù, Bolivia, Messico e Israele.